# Alenka Bratušek
Alenka Bratušek, née le 31 mars 1970 à Celje, est une femme d'État slovène membre du Parti d'Alenka Bratušek (SAB). Elle est présidente du gouvernement de 2013 à 2014.
Fonctionnaire, elle s'engage en politique au centre gauche, d'abord avec la LDS aux municipales de 2006 puis avec Zares aux législatives de 2008. Finalement en 2011, elle rejoint PS et se fait élire à l'Assemblée nationale.
Elle est portée en janvier 2013 à la présidence de Slovénie positive, puis devient deux mois plus tard présidente du gouvernement à la tête d'une alliance de centre gauche. C'est la première fois qu'une femme dirige le gouvernement slovène. Elle mène alors une politique d'austérité drastique, destinée à réduire le déficit et sauver le secteur bancaire sans recours à l'aide internationale.
Lors du congrès de son parti en avril 2014, elle est battue et choisit alors de renoncer à ses fonctions à la tête de l'exécutif, afin de provoquer des élections anticipées.

## Biographie

### Formation et carrière
Diplômée de la faculté des sciences et de technologie de l'université de Ljubljana en 1994, elle est titulaire, depuis 2006, d'une maîtrise en administration des affaires, spécialisée en management, obtenue à la faculté des sciences sociales de la même université.
En 1995, elle fait son entrée au ministère des Affaires économiques, où elle travaille sur la promotion des petites et moyennes entreprises. Après la naissance de son second enfant, en 1999, elle intègre le ministère des Finances. Fonctionnaire à la direction générale du Budget à compter de 2004, elle travaille alors sur le budget de l'État, les finances locales et les fonds communautaires.
À ce titre, elle appartient, à partir de 2007, au sous-groupe budgétaire de l'équipe de préparation de la présidence slovène du Conseil de l'Union européenne en 2008.

### Débuts en politique
Après avoir été élue, en 2006, au conseil municipal de la ville de Kranj sur la liste de la Démocratie libérale de Slovénie (LDS), elle se présente aux élections législatives du 21 septembre 2008, sous les couleurs du parti Réel - Nouvelle politique (Zares), mais n'est pas élue à l'Assemblée nationale.

### Députée et ascension
Finalement, en 2011, elle adhère à la Liste Zoran Janković - Slovénie positive (LZJ-PS), un nouveau parti de centre gauche, et remporte un siège de députée lors des élections législatives anticipées du 4 décembre de la même année. Elle devient ensuite présidente de la commission de Contrôle budgétaire et membre de la commission des Finances de l'Assemblée.
Le 17 janvier 2013, après que Janković a dû renoncer à la présidence du parti, devenu simplement Slovénie positive (PS), elle est choisie par le conseil national comme présidente provisoire.

### Présidente du gouvernement

#### Motion de défiance contre Janez Janša

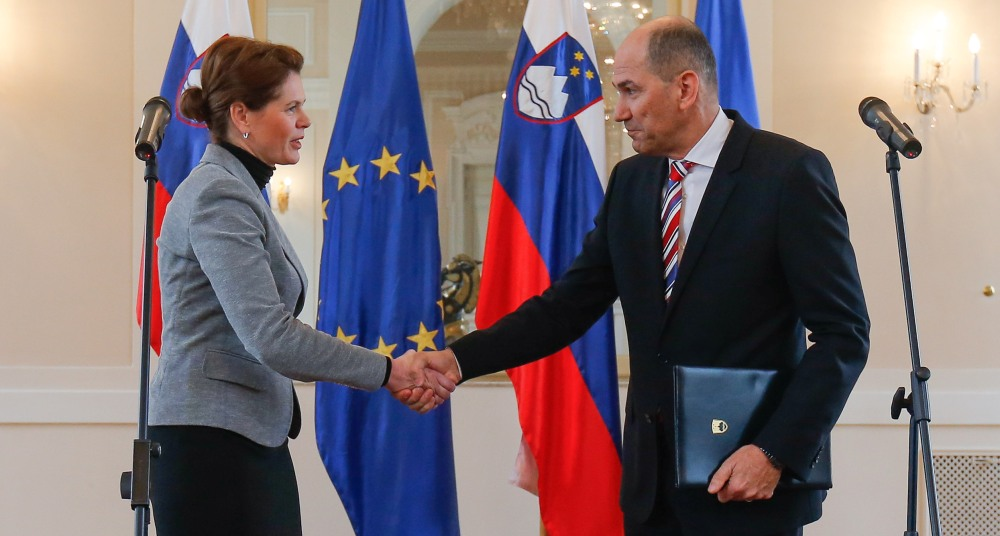
Alenka Bratušek et Janez Janša lors de la passation des pouvoirs, le 21 mars 2013.

Au début de l'année 2013, alors que la coalition du président du gouvernement Janez Janša se délite, elle négocie le ralliement de deux partis précédemment au pouvoir, la Liste civique (DL) et le Parti démocrate des retraités slovènes (DeSUS). Bénéficiant déjà du soutien des Sociaux-démocrates (SD), elle présente, le 27 février, une motion de défiance contre Janša.
Sa motion est adoptée à l'Assemblée par 55 voix contre 33. Le soir même, elle affirme que « La Slovénie ne peut se permettre de voir la récession se poursuivre et le chômage augmenter. Il est devenu clair que les coupes dans les dépenses ne vont pas relancer la croissance. Cette politique ne conduit pas à la réduction du déficit, ce qui a été le but de l’actuel gouvernement. », définissant l'austérité budgétaire comme « un remède moyenâgeux ».

#### Investiture au bout d'un mois

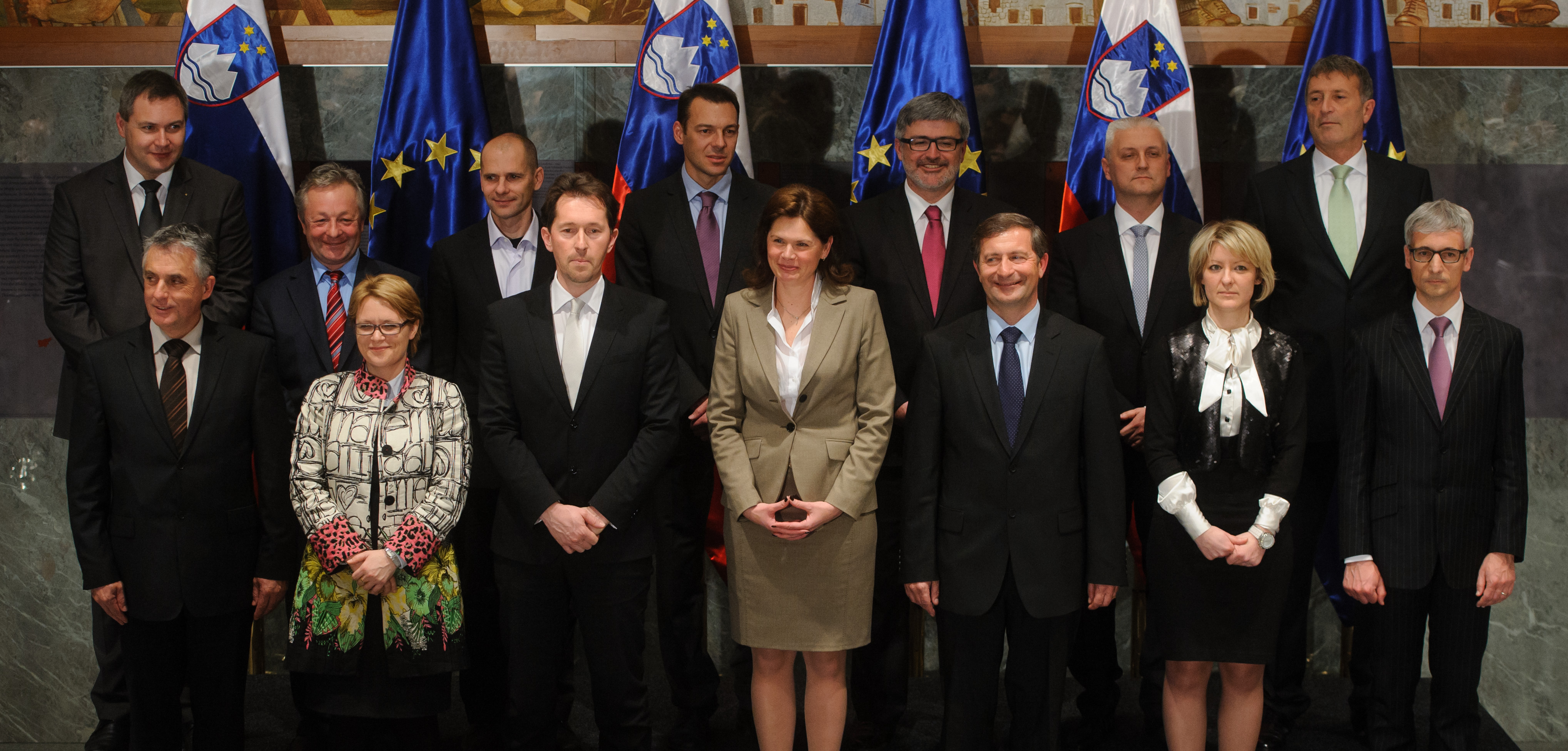
Photo de famille du gouvernement Bratušek.

Le 20 mars 2013, après avoir formé une coalition avec les SD, la DL et le DeSUS, elle est officiellement investie par l'Assemblée nationale, par 52 voix contre 35 abstentions, devenant alors la première femme à prendre la direction du gouvernement slovène. Une semaine plus tard, elle récuse tout recours à l'aide internationale pour redresser l'économie du pays et sauver le système bancaire, affirmant lors d'une séance parlementaire que « La Slovénie peut s'en sortir toute seule ».

#### Une politique d'austérité drastique

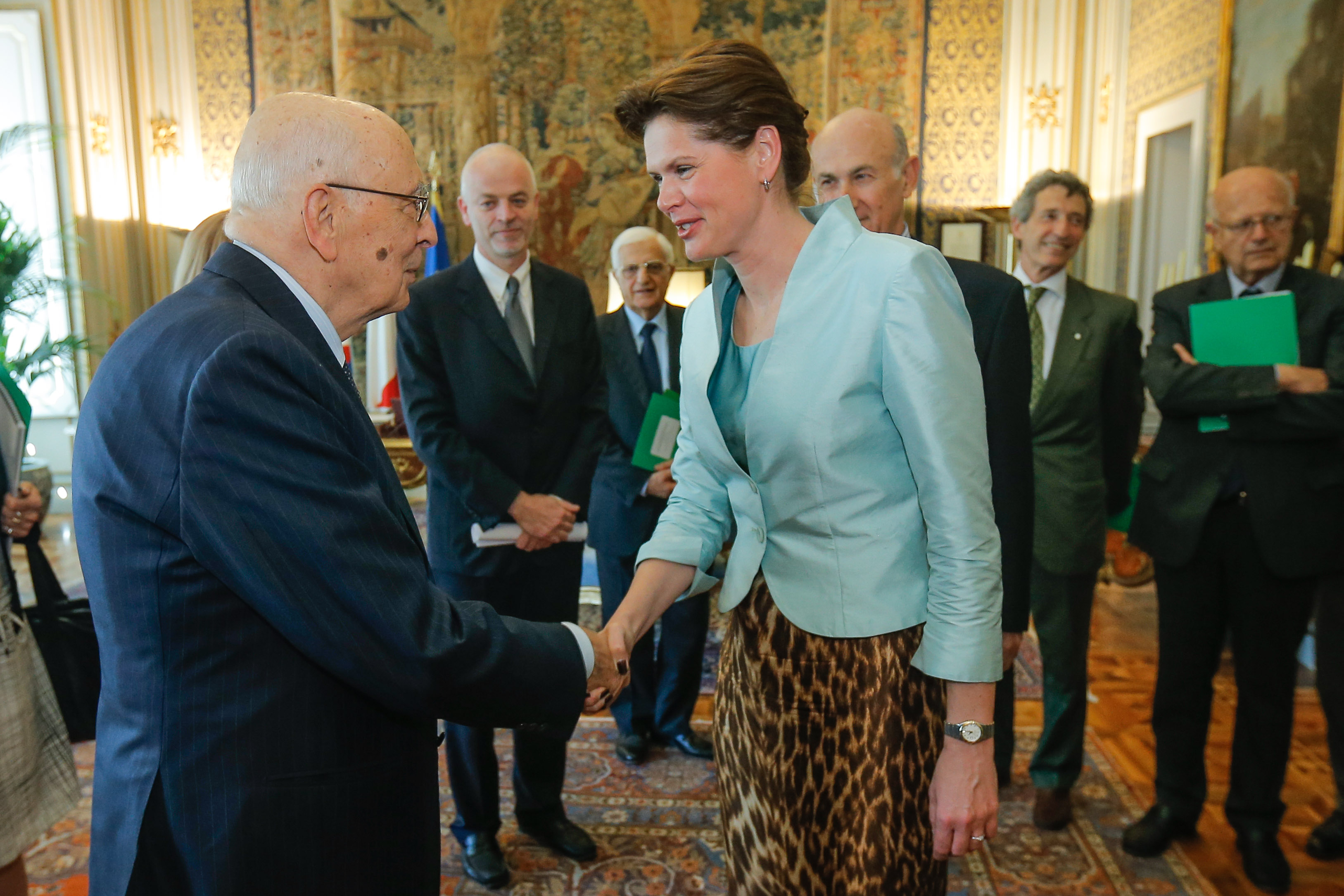
Alenka Bratušek rencontre le président de la République italienne Giorgio Napolitano en juin 2013.

Au mois de mai suivant, le gouvernement présente un important plan d'austérité, destiné à assainir les finances publiques et assurer la recapitalisation du secteur bancaire. Sont ainsi envisagées une hausse des deux taux de la TVA, une nouvelle taxe immobilière et des privatisations, comme l'aéroport de Ljubljana, la compagnie des télécoms ou la société Adria Airways. Ces mesures sont perçues comme une trahison des promesses faites par Alenka Bratušek lors de son investiture et perçues comme inefficaces par une majorité de la population slovène. L'orientation économique de la coalition au pouvoir conduit à de nouvelles manifestations, mais la participation populaire est en nette baisse dans la mesure où Slovénie positive, désormais au gouvernement, avait contribué au précédent mouvement de contestation.
Le 15 novembre 2013, à l'issue de dix-neuf heures de débat réparties sur quatre jours, elle fait adopter le budget de l'État pour 2014, qui prévoit de nouvelles hausses d'impôt et des mesures d'économies devant ramener le déficit public à 3,2 % du PIB. 50 députés votent en faveur du texte, 31 s'y opposant, alors que le gouvernement avait assorti l'adoption du projet de loi de finances d'un vote de confiance. À la fin de l'année, l'exécutif assure avoir les capacités de recapitaliser les banques, à hauteur de 4,8 milliards d'euros, sans recourir à l'aide internationale. En conséquence de cette politique, le déficit pour l'année 2013 atteint à la fin de l'année le niveau record de 14,7 %, tandis qu'avec la crise la dette publique a bondi de 20 % à 71,7 %, tandis que la récession atteint le taux de 1,1 %.

#### Démission après une défaite politique
Lors de l'élection pour la présidence de Slovénie positive le 25 avril 2014, elle se trouve opposée à Zoran Janković et perd le vote, par 422 voix contre 338. Quatre jours plus tard, elle annonce qu'elle compte remettre sa démission de la direction du gouvernement et quitter sa formation, le président de la République Borut Pahor n'ayant pas l'intention de la remplacer afin de permettre la tenue d'élections législatives anticipées. Elle dépose officiellement sa lettre de démission le 5 mai. Les partenaires de la coalition gouvernementale refusant de travailler avec Janković, mis en examen pour corruption, la probabilité d'élections anticipées se renforce.
Après avoir perdu la présidence de Slovénie positive face à Zoran Janković, elle quitte le parti et crée le 31 mai, l'Alliance d'Alenka Bratušek (ZaAB) en vue des élections législatives du mois de juillet. Lors de celles-ci, elle recueille 4,34 % des voix et entre au Parlement avec 4 députés.

#### Commissaire européenne refusée
Après avoir été proposée par le gouvernement slovène pour faire partie de la Commission Juncker, le Parlement européen ne retient pas sa candidature après son audition. Elle aurait dû devenir vice-présidente de la Commission européenne chargée de l'Énergie.

### Vie privée
Mariée, mère de deux enfants, elle vit à Kranj, dans le Nord du pays.